# ماروین ال کوهن
 ماروین ال کوهن (انگلیسی: Marvin L. Cohen؛ زاده ۱۹۳۵) یک استاد علم مواد در دانشگاه کالیفرنیا، برکلی اهل کانادا است.